# Dương Thanh Biểu
Dương Thanh Biểu là kiểm sát viên cao cấp người Việt Nam. Ông từng giữ chức vụ Phó Viện trưởng Viện kiểm sát nhân dân tối cao Việt Nam (2000-2010).

## Tiểu sử
Dương Thanh Biểu có quê quán tại xã Vạn An, tỉnh Nghệ An.
Ông vốn là quân nhân, từng tham gia Chiến tranh Việt Nam và bị thương.
Tháng 12 năm 1974, Dương Thanh Biểu chuyển sang công tác ở ngành kiểm sát nhân dân.
Dương Thanh Biểu có bằng tiến sĩ.
Dương Thanh Biểu có hơn 30 năm hoạt động trong ngành kiểm sát Việt Nam.
Năm 2000, Dương Thanh Biểu được bổ nhiệm giữ chức vụ Phó Viện trưởng Viện kiểm sát nhân dân tối cao Việt Nam.
Dương Thanh Biểu là điều tra viên cao cấp trong vụ đại án tham nhũng Lã Thị Kim Oanh năm 2003.
Năm 2010, Dương Thanh Biểu nghỉ hưu.
Dương Thanh Biểu còn là một nhà văn.

## Tác phẩm
1. Tuyển chọn các quyết định giám đốc thẩm (Nhà xuất bản Công an nhân dân - 2007)[1]
2. Tranh luận tại phiên tòa sơ thẩm (Nhà xuất bản tư pháp - 2007)[1]
3. Tranh luận tại phiên tòa phúc thẩm hình sự (Nhà xuất bản tư pháp - 2008)[1]
4. Thông báo rút kinh nghiệm, kiến nghị nghiệp vụ của các Viện phúc thẩm (Nhà xuất bản tư pháp -2009)[1]
5. Kinh nghiệm giải quyết án và quyền phụ nữ (Viện kiểm sát nhân dân tối cao- 2009)[1]
6. Kỹ năng thực hành quyền công tố và KSXX vụ án hình sự theo thủ tục giám đốc và tái thẩm (Nhà xuất bản tư pháp -2010)[1]
7. Một thời trận mạc, tập hồi ký (Nhà xuất bản Hội nhà văn- 2011)[1]
8. Theo dòng công lý, tập truyện ký (Nhà xuất bản Hội nhà văn - 2012)[1]